# Хонкаваара, Аарне
Аарне Вяйнё Эдвард Хонкаваара (фин. Aarne Väinö Edvard Honkavaara; 7 июня 1924, Тампере — 22 марта 2016, там же) — финский хоккеист, центральный нападающий. Выступал в финской национальной лиге СМ-Серия в период 1943—1958 годов, на протяжении всей спортивной карьеры был игроком финского клуба «Ильвес», с которым становился чемпионом и призёром первенства страны. Выступал за национальную сборную Финляндии, участник двух чемпионатов мира, зимних Олимпийских игр в Осло. Также известен как тренер по хоккею с шайбой, в течение многих лет возглавлял «Ильвес», занимал должность главного тренера сборной Финляндии.

## Биография
Аарне Хонкаваара родился 7 июня 1924 года в городе Тампере провинции Пирканмаа. Впервые сыграл в хоккейном матче в возрасте двенадцати лет, начинал карьеру хоккеиста в местной команде «Тампереэн Киса-Вейкот». В период 1942—1944 годов вынужден был прервать спортивную карьеру, проходил службу в армии и участвовал в Советско-финской войне.
В 1944 году присоединился к главному хоккейному клубу Тампере «Ильвес», дебютировал в зачёте финской национальной лиги СМ-Серия, сыграв в матче против команды HSK. Играл на позиции центрального нападающего, в дебютном сезоне в трёх играх забросил семь шайб и отдал две голевые передачи. Впоследствии играл здесь в течение многих лет практически на протяжении всей своей спортивной карьеры, в их составе становился чемпионом и призёром национального первенства, несколько раз был лучшим бомбардиром лиги, лишь в сезоне 1950/51 ненадолго уезжал в Канаду, где участвовал в показательных матчах за команду «Сарния Сэйлорз» Международной хоккейной лиги. В 1953 году в одном из матчей получил перелом голени и в связи с этим принял решение завершить карьеру спортсмена. Спустя несколько лет, восстановившись от травмы, в 1956 году вернулся в команду и вновь начал выходить на лёд в основном составе. В сезоне 1957/58 провёл в СМ-Серии всего один единственный матч, после которого окончательно завершил карьеру игрока. Номер «7», под которым он выступал, ныне выведен из обращения в «Ильвесе».
Помимо выступлений на клубном уровне, Хонкаваара также являлся игроком национальной сборной Финляндии, провёл за неё 47 игр и забросил 46 шайб. Участвовал в чемпионатах мира 1949 и 1951 годов, однако пробиться в число призёров финны на них не смогли. Благодаря череде удачных выступлений удостоился права защищать честь страны на домашних зимних Олимпийских играх 1952 года в Осло, где выходил на лёд во всех восьми играх своей команды и занял итоговое седьмое место.
После завершения спортивной карьеры, начиная с 1954 года, Аарне Хонкаваара занимался тренерской деятельностью, в том числе во время своего возвращения в 1956—1958 годах являлся играющим тренером «Ильвеса». Оставался главным тренером команды вплоть до 1961 года, за это время трижды приводил клуб к чемпионству и один раз выиграл с ним серебряные медали. В 1954—1959 годах занимал должность старшего тренера национальной сборной Финляндии, затем являлся помощником старшего тренера. В сезоне 1967/68 ненадолго вновь возглавил «Ильвес».
Умер 22 марта 2016 года в Тампере в возрасте 91 года.
Ежегодно в Финской хоккейной лиге вручается Трофей Аарне Хонкаваара — забившему наибольшее число голов в регулярном чемпионате.